# Алатана
Алатана (баш. Алатана) — село в Стерлитамакском районе Республики Башкортостан Российской Федерации. Административный центр Алатанинского сельсовета.

## География
Село находится около истока реки Алатанка, возле шиханов Куштау и Юрактау.

### Географическое положение
Расстояние до:
- районного центра (Стерлитамак): 26 км,
- ближайшей ж/д станции (Стерлитамак): 26 км.

## Население
| 2002 | 2009 | 2010 |
| ---- | ---- | ---- |
| 132  | ↗158 | ↘137 |

### Национальный состав
Согласно переписи 2002 года, преобладающая национальность — татары (92 %).